# 張英武
張英武（1921年—1984年9月30日），出生於北京市，後移居台灣。張英武為俗稱巨人症的肢端肥大症的知名患者，身高達220公分以上，甚至有報導指稱，罹病後的他身高超過265公分。張英武於移居台灣前，曾應招募於中國北京知名動物園－萬牲園（後改名為北京動物園）擔任門房，並以特殊身高招攬遊客及表演。

## 前往台灣
1949年前後，張英武因國共內戰隨中華民國政府移居台灣，並在台灣加入中華民國國軍，所屬部隊則為蔣中正之子蔣緯國當時擔任旅長的裝甲兵旅，出任該部隊的掌旗官。
雖然他罹患巨人症，行動稍嫌笨拙，但仍因身高實在過人，再以陸軍軍人身分加入國民革命軍所屬陸光籃球隊，成為該隊主將。直到1953年前後，他仍在陸光隊與該軍種另一支陸總勁生籃球隊內擔任中鋒，與知名籃球明星凌鏡寰（翌年，凌鏡寰曾率領陸光球隊於巴西奪得世界盃籃球賽第五名）成為該球隊的支柱。約同時間，金氏世界紀錄也將他列為當時「世界最高的籃球球員」。

## 巨人症
罹患肢端肥大症的張英武，除了身高持續長高之外，手掌與腳掌同時也因為荷爾蒙失調因素不停地變大變粗。以致，張英武雖然成年，但是身高仍繼續長高，因此他的身高到底多少，文獻有許多說法。除此，他的五官也變大，並在隨後併發高血壓、糖尿病、心臟血管疾病和骨骼疼痛。

## 晚年
張英武於軍隊及球場退伍後，經過當時裝甲兵司令蔣緯國安排，前往擔任台北體育館、台北體育場及台北棒球場的警衛，並不時參加官方體育賽會的宣傳活動。1962年，張英武客串參加台灣電影《七爺八爺》、《礦山風雲兒》演出。1973年，知名紀錄片導演張照堂為其拍攝紀錄片－《張英武素描》。
雖獲得蔣緯國等人支助，但張英武晚年並不順遂。單身且住在工作場所的他，因為內分泌持續失調，仍苦於糖尿病等合併症並長期居住於榮民總醫院，1984年，因病重逝世於該院。而為張英武身後事的殯葬人員發現，罹患俗稱「巨人症」的內分泌失調患者張英武，於過世時的身高竟達265公分。
不管身高為何，身高確定為220公分以上的張英武為現今文獻中，身高最高的台灣人，1980年代之前，「張英武」三字常與巨人馬場，成為台灣「高個子」的綽號暱稱。

## 電影作品列表
- 銀翼大決鬥 也被稱為 白日之銀翼 (1971年) - 操控性工作者